# Égothèle calédonien
Aegotheles savesi
Espèce
Statut de conservation UICN

 CR C2a(i);D : 
En danger critique
L'Égothèle calédonien (Aegotheles savesi) est une espèce d'oiseaux de la famille des Aegothelidae.

## Systématique
L'espèce Aegotheles savesi a été décrite en 1881 par l'ornithologue britannique Edgar Leopold Layard (1824-1900) et son fils Edgar Leopold Calthorp Layard (d) (1848-1921) alors respectivement consul et vice-consul à Nouméa. Le spécimen analysé avait été capturé à Tongué (Tonghoué ?) dans les environs de Nouméa, un 11 avril en pleine nuit et dans une chambre, sans doute attiré par la lumière.

## Répartition
Cette espèce est endémique de Nouvelle-Calédonie.

## Description
L'holotype de Aegotheles savesi mesure 32 cm de longueur totale. Selon les auteurs il s'agirait d'une espèce nocturne s'alimentant de petits coléoptères.

## Étymologie
Son épithète spécifique, savesi, lui a été donnée en l'honneur de M. Savés, ami des auteurs, à qui l'on avait remis le spécimen capturé.

## Publication originale
- (en) Edgar L. Layard et E. Leopold C. Layard, « Notes on the Avifauna of New Caledonia and the New Hebrides », Ibis, Wiley-Blackwell, vol. 5, no 17,‎ janvier 1881, p. 132-139 (ISSN 1474-919X et 0019-1019, lire en ligne).